# Winter Cove Marine Park
Winter Cove Marine Provincial Park eller Winter Cove Provincial Park var en provinspark i British Columbia i Kanada. Den bestod av 90 hektar land och kustremsa vid Winter Cove på Saturna Island. Parken skapades 1979. Den stängdes samtidigt med flera andra provinsparker 2004 för att i stället vara en del av Gulf Islands nationalpark som skapades 2003.